# Clemens Meleschnig
Clemens Meleschnig (* 1. November 2004 in Klagenfurt) ist ein österreichischer Handballspieler.

## Spielerkarriere
Meleschnig begann in seiner Jugend beim SC Ferlach Handball zu spielen. Ab 2019/20 lief der Kreisläufer für Union West-Wien in Jugendbewerben auf. Von 2020/21 bis 2022/23 war Meleschnig in den unter 20 Bewerben für die SG Handball Handball Westwien aktiv. Im September 2021 debütierte der Linkshänder  in der ersten Mannschaft der Wiener. 2022/23 sicherte sich Meleschnig mit der SG Handball Westwien den Meistertitel in der Handball Liga Austria. Außerdem lief er in dieser Saison für WAT Atzgersdorf in der HLA Challenge auf. Nach der Neustrukturierung 2023/24 von Handball West Wien, die durch wirtschaftliche Schwierigkeiten ausgelöst wurde, lief Meleschnig ausschließlich für die Kampfmannschaft auf. In dieser Saison feierte er den Meistertitel in der HLA Challenge und als erster Zweitligist, den Titel im ÖHB-Cup. Für die Saison 2025/26 wurde er von den BT Füchsen verpflichtet.

## Erfolge
- Handball Westwien
  - Österreichischer Meister 2022/23
  - Österreichischer Pokalsieger 2023/24
  - Meister 2. Liga Österreich 2023/24

## Saisonstatistik

### HLA Challenge
| Saison    | Verein             | Spielklasse   | Spiele | Tore | 7-Meter | Feldtore |
| --------- | ------------------ | ------------- | ------ | ---- | ------- | -------- |
| 2022/23   | WAT Atzgersdorf    | HLA Challenge | 021    | 048  | 0/0     | 048      |
| 2023/24   | Handball West Wien | HLA Challenge | 028    | 107  | 0/0     | 107      |
| 2022–2024 | gesamt             | HLA Challenge | 049    | 155  | 0/0     | 155      |

### HLA Meisterliga
| Saison    | Verein             | Spielklasse     | Spiele | Tore | 7-Meter    | Feldtore |
| --------- | ------------------ | --------------- | ------ | ---- | ---------- | -------- |
| 2021/22   | Handball West Wien | HLA Meisterliga | 020    | 01   | 0/0        | 01       |
| 2022/23   | Handball West Wien | HLA Meisterliga | 013    | 01   | 1/1        | 0        |
| 2024/25   | Handball West Wien | HLA Meisterliga | 028    | 117  | 3/4        | 114      |
| 2021–2025 | gesamt             | HLA Meisterliga | 061    | 119  | 4/5 (80 %) | 115      |